# Together (Software)
Together von Micro Focus ist ein UML-Design-Werkzeug zur Beschreibung von Software-Systemen und zur Code-Generierung.
Es nutzt dazu die graphische Notation Unified Modeling Language (UML). Grafisch erstellte Designs werden automatisch im Hintergrund in Programm-Code umgesetzt sowie umgekehrt Programm-Code automatisch in ein grafisches Design übertragen. Außerdem bietet es Unterstützung für Entwurfsmuster und Funktionen zur Code-Analyse, mit denen das Risiko häufig auftretender und vermeidbarer Fehler im gesamten Entwicklungsprozess reduziert werden kann.
Together wurde ursprünglich von Togethersoft entwickelt und wird derzeit von Micro Focus vertrieben.